# Viola walteri
Viola walteri är en violväxtart som beskrevs av Homer Doliver House. Viola walteri ingår i släktet violer, och familjen violväxter. Inga underarter finns listade i Catalogue of Life.

## Bildgalleri